# Ficus altissima
Ficus altissima là một loài thực vật có hoa trong họ Moraceae: đa tía (đa rất cao). Loài này được Blume mô tả khoa học đầu tiên năm 1825.
Ficus altissima là loài bản địa ở Đông Nam Á và nhiều hòn đảo ở Thái Bình Dương. Phạm vi của nó bao gồm các quần đảo Andaman, Myanmar, Thái Lan, Việt Nam, Lào, Nam Trung Quốc và khu vực Malesia. Loài này lần đầu tiên được mô tả bởi nhà thực vật học người Hà Lan Carl Ludwig Blume năm 1826 từ Java. Nó đã được du nhập ở một số quận phía nam Florida.

## Hình ảnh

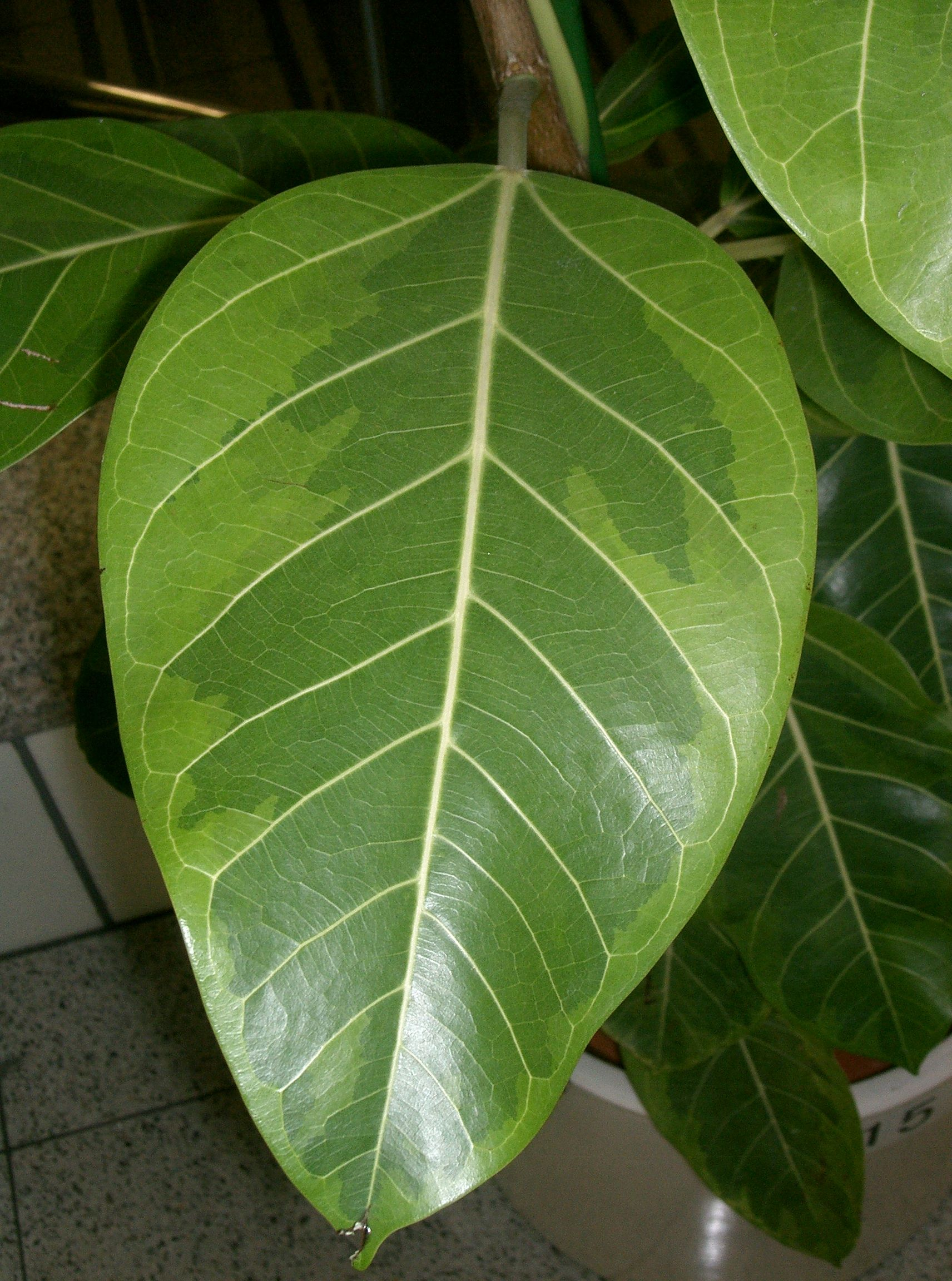
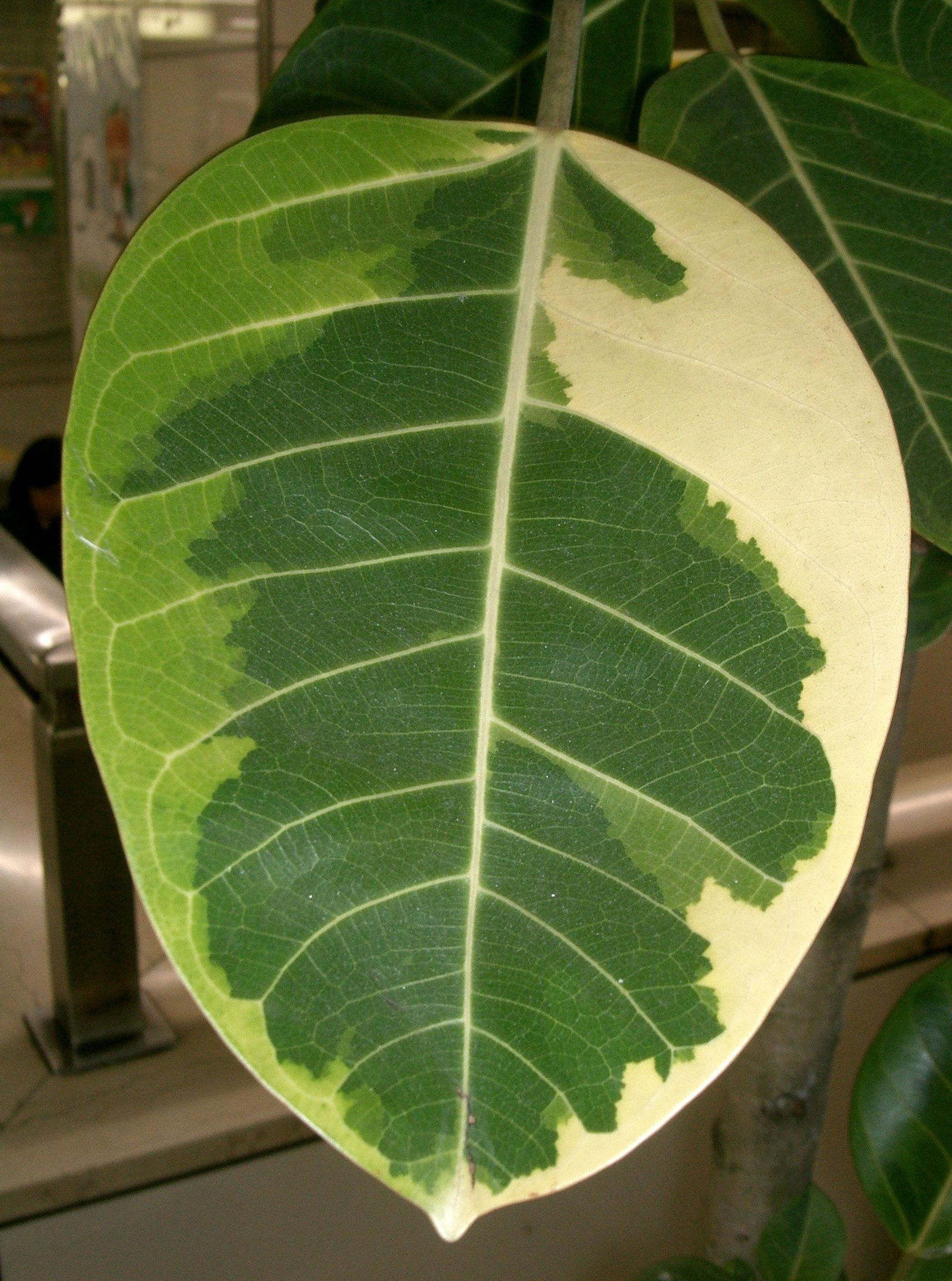
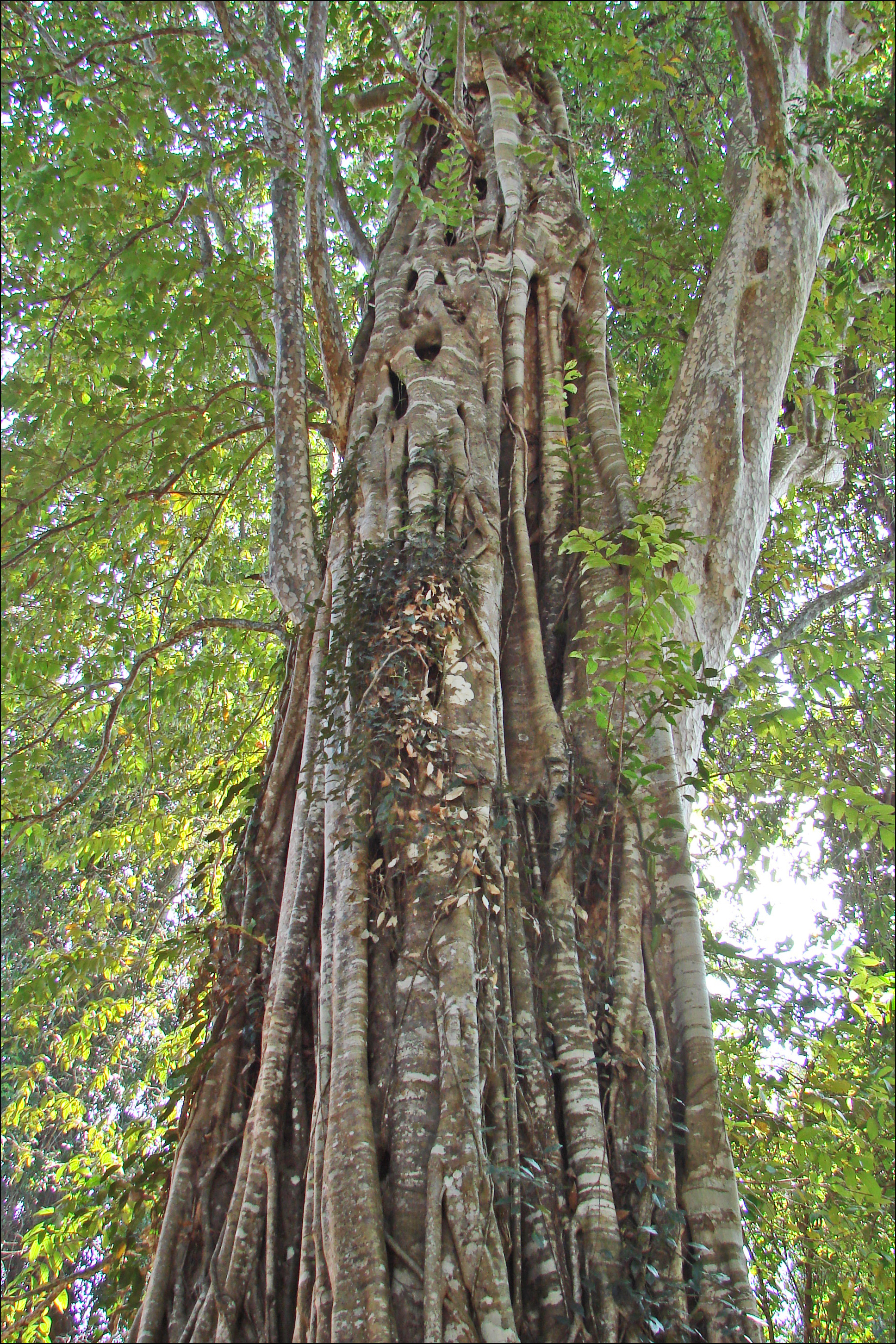
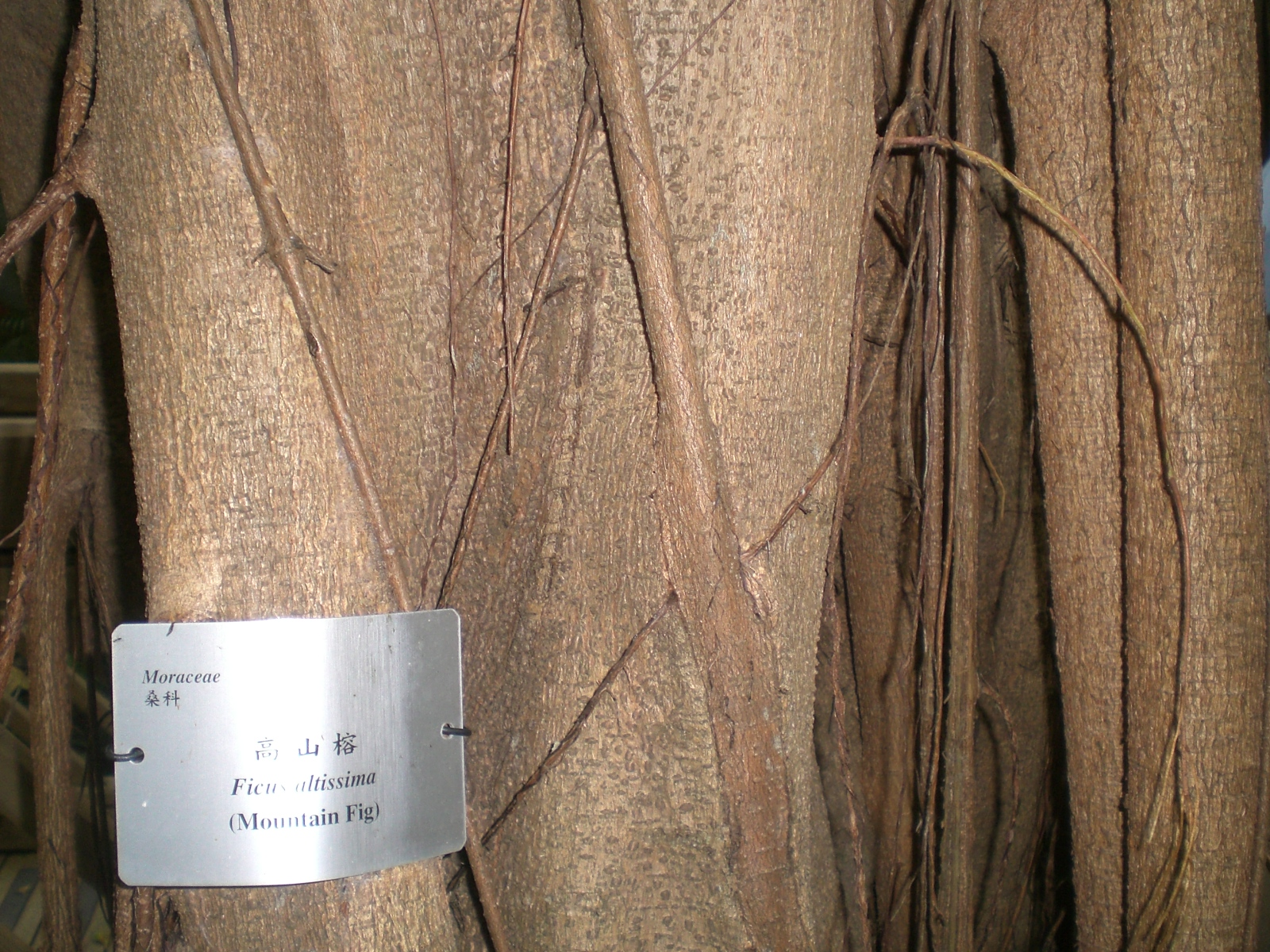